# Conde de Arran (Escócia)

As armas de Arran são as armas do Lorde das Ilhas : Argent, um linfade com as velas enroladas e bandeiras adequadas.

O Condado de Arran existe atualmente em duas formas dentro do Pariato da Escócia, em referência ao Ilha de Arran. Um é um título de nobreza no Pariato da Escócia, detida como título subsidiário pelo Duque de Hamilton.

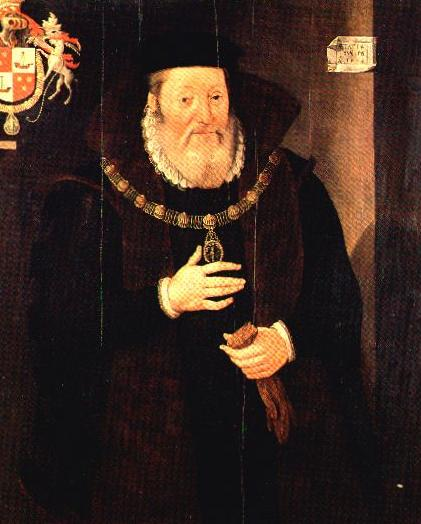
James Hamilton, 2.º Conde de Arran

O outro é um título feudal no Baronato da Escócia anexado ao Castelo de Lochranza, que foi leiloado na década de 1990 junto com as ruínas do castelo. Atualmente é detido por Susan Clark Livingston, Condessa de Arran.

## Condes de Arran

### Condes de Arran, primeira criação (1467)
- Thomas Boyd, Conde de Arran (falecido c. 1472 ) (perda 1469)

### Condes de Arran, segunda e terceira criações (1503, 1643)
- James Hamilton, 1.º conde de Arran (c. 1475–1529)
- James Hamilton, 2.º conde de Arran (1515–1575)
- James Hamilton, 3.º conde de Arran (1533/1538–1609) (menor infrator de 1579–1585 por insanidade)
- James Hamilton, 4.º Conde de Arran (1589–1625) (já havia sucedido como 2º Marquês de Hamilton)

Veja Duque de Hamilton para mais sucessões.

### Condes de Arran, título de baronato
- Lady Jean Fforde, 20.ª Condessa de Arran (falecida em 2017) (falecida em 1994)
- Willi Ernst Sturzenegger, Conde de Arran (1995–2023)
- Susan Clark Livingston, Condessa de Arran (2023–presente)